# Lípa (Všestary)
Lípa (deutsch Leipa, auch Lipa) ist ein Ortsteil der Gemeinde Všestary in Tschechien. Er liegt elf Kilometer nordwestlich des Stadtzentrums von Hradec Králové und gehört zum Okres Hradec Králové.

## Geographie
Lípa befindet sich linksseitig der Bystřice am Hügel Chlum (337 m) auf der Ostböhmischen Tafel. Durch den Ort führt die Staatsstraße 35 / E 442 von Hradec Králové nach Jičín. Die Eisenbahnstrecke zwischen diesen beiden Strecken verläuft westlich des Dorfes, nächste Bahnstationen ist zwei Kilometer südlich in Dlouhé Dvory.
Nachbarorte sind Čistěves im Norden, Máslojedy im Nordosten, Chlum im Osten, Rozběřice im Südosten, Hejcmanka und Dlouhé Dvory im Süden, Třesovice im Südwesten, Mokrovousy und Dohaličky im Westen sowie Horní Dohalice und Sadová im Nordwesten.

## Geschichte
Funde jungsteinzeitlicher Werkzeuge auf dem Hof Gabrielina oberhalb des Dorfes belegen eine frühzeitliche Besiedlung. Die erste urkundliche Erwähnung des Dorfes erfolgte im Jahre 1339 als Besitz von Jan und dessen Sohn Mikuláš von Lípa. Ihm folgten von 1355 bis 1364 Jan Bílý Kordul von Sloupno und ab 1408 Tomáš und Hošek von Lípa. Wenige Jahre später gehörte das Dorf Matěj Salava, dem Stammvater der Salava von Lípa, eines mit den Trčka von Lípa und Lipský von Lípa verwandten Geschlechts. Im 15. Jahrhundert gehörte der größte Teil der Güter den Lipský von Lípa. Nach dem Tode von Věřek Lipský verkauften seine nachgelassenen Kinder um 1540 die Feste, ein hölzernes Gut und das Dorf an Mikuláš Bořka von Dohalice, der es an seine Besitzungen in Dohalice anschloss. 1599 verstarb Zdeněk Bořka Dohalický von Dohalice. Seine Erben verkauften Lípa als selbständiges Gut an Jan Přech Třemeský von Železná. Nachfolgend gelangte Lípa zur Herrschaft Smiřice, die bis 1619 auch den anderen Teil des Ortes erwarb. Nach 1619 erlosch die Feste, an deren Stelle der Hof Gabrielina entstand.
Nach der Aufhebung der Patrimonialherrschaften bildete Lípa ab 1850 eine Gemeinde im Bezirk Königgrätz. Am 3. Juli 1866 trafen während des Deutschen Krieges auf dem Chlum die verfeindeten preußischen und österreichischen Truppen aufeinander. Die blutige Schlacht ist als Schlacht bei Königgrätz in die Geschichte eingegangen. 1949 wurde die Gemeinde dem Okres Hradec Králové-okolí zugeordnet und kam nach dessen Auflösung am 1. Januar 1961 zum Okres Hradec Králové. 1971 wurde Lípa nach Číštěves eingemeindet und seit dem 1. Januar 1989 gehört das Dorf zur Gemeinde Všestary. 1991 hatte der Ort 124 Einwohner. Im Jahre 2001 bestand das Dorf aus 35 Wohnhäusern, in denen 129 Menschen lebten.

## Sehenswürdigkeiten
- Gedenksteine und Eisenkreuze für die Gefallenen der Schlacht auf dem Chlum von 1866, östlich des Dorfes
- Neogotisches Ossarium am Chlum, errichtet 1899 auf Veranlassung des Gutsbesitzerehepaars Karel und Gabriela Weinrich. Geschaffen wurde das um einen Granitsarkophag mit den Gebeinen von 36 Gefallenen errichtete Bauwerk nach einem Entwurf von Friedrich von Schmidt durch den Bildhauer und Lehrer an der Horschitzer Steinmetz- und Bildhauerschule, František Dvořáček. Im Jahre 1900 erfolgte vor dem Ossarium die Aufstellung von zwei steinernen Löwen, die zuvor vor der Kaiser-Joseph I.-Kaserne in Wien gestanden waren.
- Grabmal der Totenbatterie des österreichischen Hauptmanns von Groeben, errichtet 1893
- Gusseisernes Kreuz für die österreichischen Gefallenen, gestiftet 1867 von Max Egon I. und Leontina zu Fürstenberg
- Gusseiserner Aussichtsturm auf dem Chlum mit einer Höhe von 48 m, errichtet 1899
- Sandsteinpyramide und Kapelle am Gabrielenhof für die österreichischen und sächsischen Gefallenen, gestiftet 1867 von Johann Liebieg
- Statue des hl. Johannes von Nepomuk am Hof Gabrielina, errichtet 1720